# Antoine de Mitry
Marie Antoine Henri de Mitry (Leménil-Mitry, 20 settembre 1857 – Auvergne, 18 agosto 1924) è stato un generale francese, che durante la prima guerra mondiale fu comandante del II Corpo di Cavalleria, del VI Corpo d'armata, della IXe Armée (6 luglio-7 agosto 1918) e della VIIe Armée (23 ottobre-11 novembre 1918).

## Biografia
Nacque a Leménil-Mitry, dipartimento della Meurthe e Mosella, il 20 settembre 1857, figlio di Charles François Xavier e di Marie Berthe Belgrand. Il 22 ottobre 1875 entrò nella École spéciale militaire de Saint-Cyr (Promotion Derniere de Wagram) da cui uscì il 1 ottobre 1877 assegnato alla cavalleria con il grado di sottotenente nel 5° Reggimento cacciatori. Assegnato al 22° Reggimento dragoni il 18 ottobre 1878, venne promosso tenente il 27 gennaio 1822 mentre prestava servizio al 2° Reggimento cacciatori, e poi capitano il 30 agosto 1886. Il 24 aprile 1894 fu ammesso a frequentare il corsi presso l'Ecole superieure de la guerre, ottenendo il brevetto di ufficiale di stato maggiore il 27 novembre 1895. Promosso maggiore il 31 maggio 1896, prestò servizio al 2° Reggimento spahis algerini, poi al 20° Reggimento cacciatori (dal 9 ottobre 1896) e quindi al 10° Reggimento ussari (dal 2 febbraio 1897). Il 5 gennaio 1898 fu assegnato al 3emé Bureau del Ministero della guerra.
Promosso colonnello in servizio al 29° reggimento dragoni nel 1910, allo scoppio della prima guerra mondiale si trovava al comando di una brigata di corazzieri. Divenuto generale di brigata, il 30 agosto 1914 fu promosso nominato comandante del II Corpo di Cavalleria, mantenendolo fino al dicembre 1916. Promosso generale di divisione il 15 febbraio 1915, alla testa del suo corpo d'armata partecipò poi alla battaglia della Somme. Nell'aprile 1917 fu nominato comandante del VI Corpo d'armata e partecipò alla seconda battaglia dell'Aisne attaccando sul Chemin des Dames. Tra il 6 luglio e il 7 agosto 1918 fu comandante della IXe Armée, e dal 23 ottobre al giorno della firma dell'armistizio di Compiègne fu comandante della VIIe Armée. Fu elevato al rango di Grande ufficiale della Legion d'onore il 6 luglio 1919.
Si spense a Auvergne il 10 agosto 1924, e fu poi sepolto nella cripta dei governatori dell'Hôtel des Invalides.